# Badania ankietowe
Badania ankietowe − jedna z metod badań społecznych, w której do zbierania informacji od respondentów wykorzystuje się wystandaryzowany kwestionariusz.
Dla ustalenia badanej populacji konsumentów stosuje się dobór losowy, gdy niewielka jest ich liczba i nieznana ich struktura, dobór losowy systematyczny, gdy dostępna jest lista całej populacji oraz dobór losowy warstwowy dla uzyskania bardziej dokładnych wyników charakteryzujących badanych.
Badania ankietowe mogą być przeprowadzane bezpośrednio, telefonicznie, przez internet lub drogą listowną. 

## Technika ankiety
W socjologii polega na rozdawaniu respondentom kwestionariuszy z pytaniami, z prośbą o ich wypełnienie. Wyróżnia się różne techniki ankietowe, m.in. są to ankieta pocztowa, ankieta audytoryjna. Mniej precyzyjne, często używane przez osoby nie prowadzące badań, są ankiety prasowe.
Ankieta w odróżnieniu od kwestionariusza jest anonimowa i zawiera m.in. pytania otwarte.

## Wywiad kwestionariuszowy albo survey
Jest to jedna z metod stosowanych w naukach społecznych.
Metoda ta polega na uzyskiwaniu danych poprzez zadawanie pytań na podstawie specjalnie przygotowanego kwestionariusza - uzyskiwanie odpowiedzi przez ankietera od wybieranych na podstawie odpowiednio dobieranych prób badawczych respondentów. Tego rodzaju wywiad rzadko ma charakter swobodny, najczęściej jest w pełni lub częściowo ustrukturalizowany (tylko pytania z uprzednio przygotowanej listy mogą paść w badaniu, a także jedynie w ustalonej kolejności). Metoda ta jest bardzo powszechna w socjologii.

## Kwestionariusz lub ankieta
W naukach społecznych jest to jedno z narzędzi badawczych.
Rozróżniamy kwestionariusz ankiety i kwestionariusz wywiadu. Pierwszy jest przekazywany respondentowi do uzupełnienia; drugi służy ankieterowi jako plan zadawanych pytań i uzupełniany jest przez niego. Zależnie od zaleceń metodologicznych możliwa jest większa lub mniejsza ingerencja ankietera w treść prezentowanych pytań („efekt ankietera”).

### Metoda konstruowania kwestionariusza wywiadu i ankiety
- Czynniki istotne przy formułowaniu kwestionariusza 
  - temat badania, tzn. jakie zjawiska będą przedmiotem badania,
  - cel badania, tzn. wyjaśnienie, po co chcemy badać dane zjawisko, co chcemy osiągnąć,
  - zakres badania 
    - populacja
    - określenie geograficznego zakresu badań (zawiera się w populacji)
    - sposób doboru próby badawczej

  - forma pomiaru, tzn. w jaki sposób będziemy mierzyć poziom badanych zjawisk (skala, mierniki itp.)
  - hipotezy, które poddajemy weryfikacji

- Kwestionariusz ankiety, narzędzie badawcze:
  - wstęp 
    - temat badania
    - informacja o instytucji prowadzącej badania
    - wyjaśnienie celu badania dla respondenta
    - zachęta do wypełnienia kwestionariusza (dot. tylko ankiety) i udzielania wyczerpujących i prawdziwych odpowiedzi
    - pytania rekrutacyjne (opcjonalnie)
    - instrukcja wypełniania kwestionariusza

  - Rodzaje pytań przykładowej kategorii 
    - pytania wprowadzające
    - pytania filtrujące
    - pytania otwarte
    - pytania zamknięte

  - metryczka

Wychodzimy od zestawu pytań, na które chcemy uzyskać odpowiedzi, formułujemy hipotezy badawcze, wybieramy metodę badawczą (także kwestionariusz ankiety), konstruujemy narzędzia, przeprowadzamy badanie pilotażowe w celu sprawdzenia i weryfikacji narzędzi badawczych, weryfikujemy narzędzia, przeprowadzamy właściwe badanie, opracowujemy wyniki badań statystycznie i merytorycznie, dokonujemy weryfikacja hipotez sformułowanych na początku, formułujemy wnioski z określoną pewnością, podejmujemy ocenę i decyzję o ewentualnym badaniu porównawczym badanie panelowe.

### Najczęstsze błędy pojawiające się przy konstruowaniu kwestionariusza
- fałszywe założenie znawstwa
- pytania wzajemnie sprzeczne
- pytania sugerujące
- pytania niejednoznaczne
- niedostosowane np. kulturowo
- niepełna skala odpowiedzi pytań zamkniętych